# Kaori Uemura
Kaori Uemura (上村 かおり, Uemura Kaori) est une gambiste japonaise spécialisée dans le répertoire baroque, résidant en Belgique.

## Biographie
Kaori Uemura commence à jouer du violon à l’âge de 3 ans et passe à la viole de gambe à 12 ans, avec le pionnier de la viole au Japon, Toshinari Ohashi.
Venue en Belgique, elle devient l'élève de Wieland Kuijken au Conservatoire de Bruxelles et côtoie régulièrement Rainer Zipperling et Philippe Pierlot au sein de l'ensemble baroque Ricercar Consort. Ainsi, elle joue et enregistre avec les ensembles Ricercar Consort, Les Arts florissants, Les Talens Lyriques, Le Poème harmonique, L'Armonia Sonora (Mieneke van der Velden), Spes Nostra (Jérôme Hantai), etc.
Depuis 2021-2022, Kaori Uemura est professeur de viole au Conservatoire de Bruxelles.

## Discographie sélective

### Avec le Ricercar Consort
- 1988 : Deutsche Barock Kantaten (III) (Schein, Tunder, Buxtehude)
- 1989 : Deutsche Barock Kantaten (IV) (Bruhns)
- 1989 : Deutsche Barock Kantaten (V) (Hammerschmidt, Selle Schein, Schütz, Tunder, Weckmann, Lübeck)
- 1992 : Die familie Bach (Ricercar Consort, Collegium Vocale et Capella Sancti Michaelis)
- 1995 : Matthäus Passion (1672) de Johann Sebastiani (Deutsche Barock Kantaten XI)

### Avec Les Arts Florissants
- 1989 : Te Deum de Marc-Antoine Charpentier

### Avec Wieland Kuijken
- 1992 : Pièces de Violes de François Couperin,  par Wieland Kuijken,  Kaori Uemura, Robert Kohnen, Accent ACC9288
- 2006 : Pièces de viole du cinquième livre de Marin Marais par Wieland Kuijken,  Kaori Uemura, Robert Kohnen, Accent ACC7844

### Avec le Poème harmonique
- 1999 : Il nuovo stile de Domenico Belli

### Divers
- 1993 : Cantiques Spirituels de Jean Racine de Pascal Colasse, Les Talens Lyriques, dir. Christophe Rousset
- 1999 : Music for bass viols par Kaori Uemura, Alix Verzier, Jérôme Hantaï et Pierre Hantai
- 2009 : Harmoniae Sacrae, Concerts sacrés d'Allemagne avec « L'Armonia Sonora », sous la direction de Mieneke van der Velden